# 山本功児
山本 功児（やまもと こうじ、1951年12月25日 - 2016年4月23日）は、大阪府堺市出身のプロ野球選手（一塁手、外野手）・監督。左投げ左打ち。息子に元プロ野球選手の山本武白志がいる（ほか、前妻との間に3子がいる）。

## 経歴

### プロ入りまで
実家が当時の南海ホークスの練習場であった中百舌鳥球場と選手寮（秀鷹寮）の近くでパン・菓子屋を営んでおり、幼少期は南海選手から可愛がられていたと、皆川睦雄が野球中継解説時に語っている。また、実父は当時の監督であった鶴岡一人と懇意にしており、二軍選手はもちろんのこと、上記の皆川以外にも杉浦忠、穴吹義雄、野村克也らの主力選手もからもよく声をかけられていて、「功児、合宿所に遊びに来い」と度々誘いを受け、選手寮の食堂で選手たちと食事をともにするだけでなく、帰る前に湯船に浸かっていくこともあったという。その中でも特に可愛がっていたのは穴吹で、堺市の浜寺公園にあった自宅にも、ちょくちょく招いてもらっていた。
三田学園では1年生からレギュラーとなる。エース吉岡邦広を擁し、五番打者、一塁手として1967年夏の兵庫大会決勝に進んだが報徳学園に敗れ、準優勝。3年次に1969年春の第41回選抜大会に出場。準々決勝に進んだが堀越高の但田裕介（阪神）に抑えられ、1-2で惜敗し、ベスト8。同年夏は兵庫大会準々決勝で滝川高に敗れ、ベスト8。1学年後輩に淡口憲治（元巨人・近鉄）、2学年後輩に羽田耕一（元近鉄）がいた。1969年度ドラフト会議にて同年のシーズンオフに監督に就任した野村克也から度々誘いを受け、地元の球団の南海ホークスから3位指名（1位は佐藤道郎、2位は門田博光）を受けるも拒否し、法政大学経営学部に進学。理由は法政大学に進学した兄がプロ入りできなかったことで、「法政の野球部はそんなにレベルが低いところなのか」を試す為であった。
東京六大学野球リーグでは横山晴久ら強力投手陣を擁し、2年生までに3度の優勝を経験するがその後は優勝に届かなかった。リーグ通算86試合出場、282打数79安打、打率.280、3本塁打、44打点。ベストナイン（一塁手）2回。1972年、1973年には日米大学野球選手権大会日本代表に選出されている。大学同期に投手の前村泰正、三塁手の佐々木幸治らがいる。
大学卒業後は本田技研鈴鹿に入社。1974年には西濃運輸、1975年には新日鉄名古屋の補強選手として都市対抗野球大会に連続出場。1974年の第1回社会人野球日本選手権大会にも出場し、本塁打を放った。同年の社会人野球キューバ遠征に参加、1975年には第2回インターコンチネンタルカップ日本代表に選出されている。同年のドラフト会議にて読売ジャイアンツから5位指名を受け、入団。

### 現役時代
1976年から一軍で起用されるが、本来の守備位置である一塁手には王貞治がおり、外野手も兼ねて出場機会の確保を目指す。
1977年の阪急ブレーブスとの日本シリーズでは第4戦の7回に代打として起用され、山田久志から自身のシリーズ初安打を放つ。
1979年は主に右翼手として51試合に先発出場、打率.291の好成績を残した。同年のシーズンオフ、長嶋茂雄監督による「地獄の伊東キャンプ」にも参加する。
1980年は7試合に四番打者として起用された。同年オフに王貞治が引退。
1981年には中畑清と一塁手の定位置を争う。守備には定評があったが打撃面での不調もありレギュラーは奪えなかった。

同年8月26日の中日ドラゴンズ戦では代打として出場、星野仙一を相手にショートフライに打ち取られると思いきや、中日の遊撃手の宇野勝がまさかの失策を犯してしまい、山本もダイヤモンドを一周して同点となる本塁を目指したが本塁で補殺された。
1982年4月20日の中日戦では星野からサヨナラヒットを打った。同年は主に左翼手として70試合に先発を果たすが、打率は低迷が続く。
1984年は、三宅宗源との交換トレードでロッテオリオンズへ移籍。同年は開幕から一塁手、五番打者に定着し、初めて規定打席に到達、打率.301（9位）を記録している。
1985年も中心打者として活躍、打率.293（14位）の好成績を挙げ、1984年から2年連続でゴールデングラブ賞を受賞。
1986年は開幕から落合博満が一塁手に回り、左翼手として起用される。6月には一塁手に戻るが、9月に故障もあって定位置を斉藤巧に譲った。この結果出場機会が大きく減少する。
1987年は序盤に故障欠場するが、その後は中日へ移籍した落合博満に代わり、23試合に四番打者として起用される。規定打席には届かなかったが、打率.319を記録した。
1988年は愛甲猛が一塁手に定着、コーチ兼任となり同年限りで現役を引退。

### 引退後
1989年から1993年までの5年間、ロッテ一軍打撃コーチを務めた。
1994年は二軍打撃コーチに回る。
1995年から1996年までの2年間、再び一軍打撃コーチを務めた。
1997年から1998年までの2年間は二軍監督を務めた。
1999年から2003年までの5年間、千葉ロッテマリーンズの監督となるが、一度もAクラスには浮上できず、2003年に退団、成績不振による事実上の解任だった。監督辞任後は一家でハワイに移住する予定であった。
2003年シーズンオフに就任した巨人の堀内恒夫監督からの要請があったため、2004年二軍ヘッド兼打撃コーチとして古巣に復帰。
2005年からは一軍ヘッド兼打撃コーチに就任するがチームの不振で堀内監督は辞任し、山本も同年のシーズン限りで退団。ここで初めて現場から離れたこととなり、復帰もなかった。
2006年から2007年まではラジオ日本「ジャイアンツナイター」解説者・スポーツ報知評論家を務めた。
2008年に慢性心不全を発症してからは病院への入退院を繰り返しながら療養に努めていたが息子の武白志（むさし）が九州国際大学付属高校への進学を機に同校のある福岡県へ妻と共に移住した。2012年10月から12月まで「山本功児 なんとなく幸せ」と題して、『東京スポーツ』紙上で半生を振り返るコラムを連載した。
2016年4月23日、肝臓癌のため北九州市内の自宅で死去。64歳没。

## 指導者として
山本の指導者としての経歴は、現役最終年となる1988年の選手兼任打撃コーチに始まり、二軍打撃コーチ、二軍ヘッドコーチ、二軍監督、一軍打撃コーチ、一軍ヘッドコーチ、一軍監督と、野手出身の指導者として主要なポジションをすべて経験するという稀有なキャリアを持つ。特に古巣である巨人に復帰した2004年の二軍ヘッド（のちに打撃コーチ兼任）というポジションは通常ありえない役職であった。この二軍ヘッドコーチという役職はすでに組閣を終えた後に、堀内監督が山本をどうしても復帰させたい、としたため急きょ作ったものであった。翌2005年には一軍ヘッド兼打撃コーチに昇格した。
ロッテの二軍打撃コーチ時代の1994年開幕直後、山本は当時高卒入団1年目の投手で共に打撃センスがあった福浦和也と小野晋吾の2人を呼び出しバッティング練習をさせ、福浦に「おまえ、今すぐにバッターへ転向しろ」と福浦に打者転向を命じた。福浦は当初は拒否したが、その後も山本は執拗に福浦に打者転向を迫り、オールスター明けには打者に転向させた。福浦は「ある意味で、山本さんに無理やりという感じじゃないですか（笑）。」と振り返っている。なお、小野はその後も投手として活躍している。
ロッテの監督としての選手起用については、当初は大塚明や立川隆史など生え抜きの若手を積極的に起用したものの決定的な実力不足を痛感し、ベテラン勢や外部補強選手を中心に戦いながらサブローや里崎智也、小林宏之などの台頭を気長に待つことになる。こうして監督を務めた5年間、チームは全て5位か4位に終わっているが、年々勝率を上げ2003年には借金1にまでチームを戻したところで辞任した。特に2003年の9月・10月は22勝8敗1分で勝率.733という好調ぶりだった。
二軍監督から一軍監督時代の間に獲得・育成した選手が第2次バレンタイン政権下でのリーグ優勝・日本一に貢献することとなり、その手腕が評価された。
山本は熱血漢ゆえにファンや審判とやり合うことも多く、2002年3月19日のオープン戦で川口亘太塁審に「しっかり見ろよ、川口。このタコ!」と暴言を吐いて退場となった。オープン戦で監督が退場処分を受けるのは、1982年の阪神安藤統男監督以来20年ぶり2人目だった。さらに、2003年9月9日にも同じく川口審判に暴言を吐いて退場となった。また、2003年5月31日のダイエー戦で、小林宏の（登板過多による）故障を危惧した女性ファンが試合終了後に「壊れちゃう」と山本に言い寄ったところ、山本が「（小林宏は）2日休んでるんだ、バカヤロー!」とやり返した。ほか、「立川の打順は下げたんじゃない。勝手に下がったんだ!」など名言には事欠かない。
退団が決まった2003年の最終戦では、選手側から「試合後に監督を胴上げしよう」という提案があった。そして試合終了後、胴上げをするべく選手達がベンチから出ようとしたところ、山本は「胴上げは次の監督にやってあげてくれ。ありがとう」と涙ながらに固辞した。そして2年後（2005年）、チームは31年ぶりのリーグ優勝並びに日本一を果たし、次期監督であるボビー・バレンタインの胴上げが実現した。
1999年から2001年まで二軍監督、2002年に一軍ヘッドコーチを務めた平野謙は「正直を言えば、一軍と密に連絡を取り合っていたわけではありません。いや、僕が勝手にやっていたわけではなく、割と一方的に、一軍から「こいつを上げてくれ」「こいつを落とすから」という感じで言ってきて、「二軍に誰かいいヤツいないか」みたいな意見を求められたことは、ほぼほぼなかったですね。別に功児さんの批判をしているわけじゃないですよ。（平野がロッテで）兼任コーチになった時、親身になってアドバイスをしてもらったこともありますしね。ちょっと野球観が合わなかった部分はあった。僕もそこで自分からすり寄って合わせられるタイプじゃありませんしね。ただ、選手でもなかったし、別に反発も何もないですよ。」と回顧している。しかし後年、西武時代の同僚である石毛宏典のYouTubeチャンネルに出演した際には、山本に意見を述べても「今は俺が監督だから俺の意見を聞いてくれ。」や「俺が監督を辞めたらお前らは好きなようにやってくれ。」と言われた事を暴露した上で、「もう無理だと思った。」と述べた。
2001年からロッテ二軍打撃コーチ、半年で一軍打撃コーチに格上げされた秦真司も、山本と身近に接した感想として「ユニフォームを着ると豹変し、瞬間湯沸かし器のように熱くなり、見境がなくなってしまう性格」「ミスがあったり、チームが負けたり、気に入らないことがあると、灰皿が飛んでくる」「当時の選手達は山本の顔色をうかがいながらプレーしていた」「コーチが手を差し伸べようとすると、『選手を甘やかすな!』と一喝され、周囲の意見には耳を貸してくれなかった」と述べており、その結果として「選手、コーチは味方であるはずの山本と戦っているような状態だった」と語っている。
2002年に一軍打撃コーチを務めた高畠導宏は山本と選手の指導を巡って対立している。「たった一試合ヒットが出なかっただけで、監督は選手のフォームを変えさせようとするんです。それで打撃コーチの高畠さんと衝突していました。チーム内にも不満がたまっていました。」と球団職員もいうように、首脳陣の間では不協和音が聞こえるようになった。高畠は2002年限りでロッテを退団した。

## エピソード
- 打席に入り構える際に身体を幾度か揺り篭の様に左右に揺らす（但しバットを持つ手は不動）独特の構えがあった。
- 現役当時、山本の法政大学野球部の5学年先輩に当たる広島東洋カープの4番打者である山本浩二と同音の姓名であったため、主に広島戦で偽物を意味する「ニセこうじ」と野次を飛ばされることが多々あった[20][21]。また巨人でも1982年に山本幸二という同音姓名の捕手が入団したため、功児のロッテ移籍までの2年間は区別するのが困難であった（背番号も功児と一番違いの43番）。「ニセこうじ」と呼ばれたことに対しては、｢偽者と野次られるのも、同姓同名の偉大な先輩がいてこそ｣と、浩二への尊敬の念も含めて答えていた。
- 巨人選手時代、控えとなる場合が多い中、元同僚で阪神へ移籍した小林繁には抜群に相性が良く、小林が登板する試合にはフル出場することが多かった。
- 44という背番号については、「ハンク・アーロンと同じ番号で気に入っている」と言い、巨人時代、活躍を認められて小さい番号に変更する話もあったもののこれを拒否し、ロッテに移籍後も同じ番号を背負い続けた。
- 好きな歌はフランク・シナトラで有名なマイ・ウェイである。カラオケで披露する時、決まって最後のフレーズを「♪～私には愛するロッテがあるから」と変えて歌っていた。
- ジャイアント馬場のファンでサインを貰い少年の様に喜んでいた一幕があった。
- 熱血漢な性格であり、人情味を見せることがあった。良くも悪くも山本の特徴であり、それに関係するエピソードは多い。
  - ロッテの監督時代の2001年4月10日の日本ハム戦で、初芝清が死球を受けると、その後の日本ハムの大島康徳監督のベンチ越しの野次に応戦し、口論をした。また、オリックス戦ではイチローの本塁でのラフなクロスプレーには飛び出して怒ったり、自軍投手を揶揄するようなコメントについても応戦していた。
  - 2003年のシーズン最終戦、ロッテのフロントが球場に来た数人のコーチに突然の解雇通告をするという事件が起きた時「何で最後の試合の前に…。こんなことがあってはいかん。」 という怒りのコメントを述べている。この時、山本はすでに監督の辞任が決まっており、山本自身も最後の試合であったが自分よりも部下への気遣いから怒りをあらわにした。
  - コーチ、監督時代、1時間でも2時間でもつきっきりで打撃指導するなど指導熱心であった（スタンドのファンから「山本イズム」と書かれた垂れ幕が掲げられた）。だが、先述のように監督になってからは「一打席ヒットが出ないだけで、すぐに選手のバッティングフォームを変えさせようとする」など極端な面もあり、首脳陣との軋轢が生じてオフに退団するコーチが多かった[注 1]。
  - また一本槍な性格がゆえに、思い込みから失言してしまうこともあった。黒木知宏が浦和で怪我と闘っていた時期、マスコミに復帰時期を尋ねられ、「練習していない人間を一軍に上げるわけにはいかない」と発言してしまう。黒木はランニングを続けたあまりにランニングコースのみ草が禿げあがる「黒木ロード」のエピソードを持ち、誰もが認める程練習熱心な選手であったため、この発言は黒木ファンの反感を買ってしまった。
- 2008年にパ・リーグの首位打者を獲得したリック・ショートは2002年オフに山本自ら渡米し、スカウトした選手である。
- チームの成績は低迷したが、山本に見出された選手からは慕われていた。
  - 特に出場機会を与えられ、巧打・巧守の一塁手として主力選手に成長した福浦は、子供の名前の一部に「功」の字を入れるほどである。
  - 2005年5月18日の対広島戦においてロッテの小林雅英が通算150セーブを達成したとき、小林雅はヒーローインタビューで「山本監督に感謝しています」と発言があった。
  - 一塁手として歴代最多となる10度のゴールデングラブ賞を受賞した駒田徳広は、「私の一塁手としての師匠は山本功児さん。」と語っており、山本からファーストの守備のイロハを叩き込まれたと語っている。また、名球会のイベント参加時には、山本から貰ったというファーストミットを持参し、「現役時代は契約の関係で使えなかったが、尊敬する山本さんから貰ったミットで初めてプレーできた。」と述べた。
  - 2023年シーズンより千葉ロッテマリーンズの二軍監督に就任したサブローは、師匠の山本にあやかって、山本の監督時代と同じ背番号86を着用し、「誰よりもマリーンズの勝利を願っていた功児さんがなしえなかった優勝を果たすため、２軍監督の立場でバックアップし、チームに貢献したい」とコメントした[22]。
- 山本が慢性心不全を発症した2008年の時点で、長男の武白志は小学4年生（10歳）であった。当時、自宅で武白志の打撃練習に立ち会っていた山本は心臓への負担を減らす目的で診察した医師からペースメーカーの装着を勧められた。しかしペースメーカーの装着によって（利き腕である）左腕を使った運動がしにくくなることも告げられたため、「（自宅でのトスバッティングなどで）武白志にボールを投げてやりたい」という理由で装着を断念した。武白志が中学校へ進んでからは入院の頻度が増えたにもかかわらず、退院中に自宅で武白志の練習相手を務めた。
- 清原和博が平沼定晴から死球を受けたことで乱闘になり、山本は平沼に付き添い清原を怒鳴った一人だが、後に巨人のコーチに山本が赴任してからは後腐れのない関係となり、清原の「ハイタッチ拒否事件」に関しても清原に対してかなり親身になっていた[23]。
- 打者として特別記録を残したとはいえないが、シーズンによったとはいえ勝負強さや左投手に対する強さは評価されており、満塁でも打力を発揮したことから左の長距離打者として認められることもあった[24]。
- 実兄は大阪商業大学堺高等学校で硬式野球部の監督を務めていた。

## 詳細情報

### 年度別打撃成績
| 年 度      | 球 団      | 試 合 | 打 席 | 打 数 | 得 点 | 安 打 | 二 塁 打 | 三 塁 打 | 本 塁 打 | 塁 打 | 打 点 | 盗 塁 | 盗 塁 死 | 犠 打 | 犠 飛 | 四 球 | 敬 遠 | 死 球 | 三 振 | 併 殺 打 | 打 率 | 出 塁 率 | 長 打 率 | O P S |
| ---------- | ---------- | ----- | ----- | ----- | ----- | ----- | -------- | -------- | -------- | ----- | ----- | ----- | -------- | ----- | ----- | ----- | ----- | ----- | ----- | -------- | ----- | -------- | -------- | ----- |
| 1976       | 巨人       | 67    | 68    | 66    | 5     | 18    | 1        | 0        | 1        | 22    | 7     | 0     | 0        | 0     | 0     | 1     | 0     | 1     | 13    | 0        | .273  | .294     | .333     | .627  |
| 1977       | 巨人       | 89    | 98    | 94    | 6     | 26    | 5        | 0        | 2        | 37    | 18    | 0     | 0        | 0     | 1     | 3     | 0     | 0     | 13    | 1        | .277  | .296     | .394     | .690  |
| 1978       | 巨人       | 87    | 116   | 102   | 11    | 30    | 2        | 2        | 3        | 45    | 24    | 0     | 0        | 1     | 3     | 8     | 1     | 2     | 12    | 1        | .294  | .348     | .441     | .789  |
| 1979       | 巨人       | 117   | 232   | 220   | 24    | 64    | 12       | 0        | 5        | 91    | 29    | 1     | 0        | 1     | 2     | 8     | 2     | 1     | 24    | 4        | .291  | .316     | .414     | .730  |
| 1980       | 巨人       | 106   | 137   | 124   | 6     | 29    | 7        | 1        | 1        | 41    | 20    | 0     | 0        | 1     | 2     | 8     | 0     | 2     | 17    | 3        | .234  | .287     | .331     | .617  |
| 1981       | 巨人       | 95    | 197   | 179   | 16    | 43    | 8        | 0        | 4        | 63    | 17    | 0     | 2        | 0     | 2     | 14    | 5     | 2     | 16    | 6        | .240  | .299     | .352     | .651  |
| 1982       | 巨人       | 107   | 284   | 254   | 29    | 56    | 5        | 2        | 13       | 104   | 33    | 5     | 1        | 4     | 2     | 21    | 3     | 3     | 44    | 6        | .220  | .286     | .409     | .695  |
| 1983       | 巨人       | 78    | 131   | 117   | 15    | 33    | 6        | 0        | 5        | 54    | 15    | 0     | 0        | 3     | 1     | 8     | 2     | 2     | 19    | 5        | .282  | .336     | .462     | .797  |
| 1984       | ロッテ     | 125   | 487   | 429   | 49    | 129   | 28       | 2        | 10       | 191   | 66    | 4     | 1        | 6     | 7     | 42    | 1     | 3     | 45    | 8        | .301  | .362     | .445     | .807  |
| 1985       | ロッテ     | 122   | 449   | 413   | 45    | 121   | 19       | 0        | 10       | 170   | 67    | 1     | 4        | 3     | 4     | 29    | 2     | 0     | 30    | 22       | .293  | .336     | .412     | .748  |
| 1986       | ロッテ     | 85    | 240   | 221   | 16    | 58    | 11       | 0        | 4        | 81    | 26    | 0     | 2        | 2     | 2     | 13    | 0     | 2     | 26    | 9        | .262  | .307     | .367     | .673  |
| 1987       | ロッテ     | 95    | 274   | 251   | 29    | 80    | 12       | 0        | 6        | 110   | 42    | 2     | 0        | 2     | 0     | 18    | 0     | 3     | 34    | 5        | .319  | .371     | .438     | .810  |
| 1988       | ロッテ     | 44    | 65    | 53    | 2     | 12    | 4        | 1        | 0        | 18    | 5     | 0     | 1        | 1     | 0     | 11    | 4     | 0     | 13    | 1        | .226  | .359     | .340     | .699  |
| 通算：13年 | 通算：13年 | 1217  | 2778  | 2523  | 253   | 699   | 120      | 8        | 64       | 1027  | 369   | 13    | 11       | 24    | 26    | 184   | 20    | 21    | 306   | 71       | .277  | .328     | .407     | .735  |

- 各年度の太字はリーグ最高

### 年度別監督成績
| 年 度     | 球 団     | 順 位     | 試 合 | 勝 利 | 敗 戦 | 引 分 | 勝 率 | ゲ ｜ ム 差 | 打 率      | 防 御 率   | 本 塁 打   | 年 齡      |            |
| --------- | --------- | --------- | ----- | ----- | ----- | ----- | ----- | ----------- | ---------- | ---------- | ---------- | ---------- | ---------- |
| 1999      | ロッテ    | 4位       | 135   | 63    | 70    | 2     | .474  | 15.5        | .257       | 3.64       | 97         | 48歳       |            |
| 2000      | ロッテ    | 5位       | 135   | 62    | 67    | 6     | .481  | 9.0         | .259       | 4.73       | 109        | 49歳       |            |
| 2001      | ロッテ    | 5位       | 140   | 64    | 74    | 2     | .464  | 14.0        | .258       | 3.93       | 133        | 50歳       |            |
| 2002      | ロッテ    | 4位       | 140   | 67    | 72    | 1     | .482  | 23.0        | .247       | 3.72       | 102        | 51歳       |            |
| 2003      | ロッテ    | 4位       | 140   | 68    | 69    | 3     | .496  | 14.0        | .271       | 4.37       | 145        | 52歳       |            |
| 通算：5年 | 通算：5年 | 通算：5年 | 690   | 324   | 352   | 14    | .479  | Bクラス5回  | Bクラス5回 | Bクラス5回 | Bクラス5回 | Bクラス5回 | Bクラス5回 |

### 表彰
- ダイヤモンドグラブ賞：2回（一塁手部門：1984年、1985年）

### 記録
初記録
- 初出場：1976年4月6日、対大洋ホエールズ1回戦（後楽園球場）、9回裏に小川邦和の代打として出場
- 初打点：1976年4月7日、対大洋ホエールズ2回戦（後楽園球場）、8回裏に小林繁の代打として出場、小谷正勝から犠飛
- 初安打：1976年4月16日、対広島東洋カープ4回戦（広島市民球場）、9回表に上田武司の代打として出場、宮本幸信から単打
- 初本塁打：1976年6月26日、対中日ドラゴンズ12回戦（後楽園球場）、8回裏に河埜和正の代打として出場、渡部司からソロ
- 初先発出場：1976年8月24日、対大洋ホエールズ19回戦（後楽園球場）、6番・一塁手として先発出場
- 初盗塁：1979年8月5日、対中日ドラゴンズ18回戦（ナゴヤ球場）、7回表に二盗（投手：三沢淳、捕手：木俣達彦）

節目の記録
- 1000試合出場：1986年4月17日、対近鉄バファローズ5回戦（平和台球場）、5番・左翼手として先発出場 ※史上261人目

その他の記録
- 代打の代打で満塁本塁打：1987年6月13日、対近鉄バファローズ戦 ※史上3人目、パ・リーグ初[25]
- オールスターゲーム出場：2回（1982年、1985年）

### 背番号
- 44（1976年 - 1988年）
- 85（1989年 - 1993年）
- 72（1994年）
- 86（1995年 - 2003年）
- 87（2004年 - 2005年）